# Kremlin de Moscou
El Kremlin de Moscou (en rus Московский Кремль, Moskovski Kreml), també conegut simplement com el Kremlin, és un complex fortificat al centre de Moscou, fundat per la dinastia ruríkida.
És el més conegut dels kremlins (ciutadelles russes), i inclou cinc palaus, quatre catedrals i la muralla i les torres. A més, dins d'aquest complex hi ha el Gran Palau del Kremlin que antigament era la residència de Moscou del tsar. El complex ara serveix com a residència oficial del president de la Federació Russa i com a museu, amb 2,84 milions de visitants el 2018 i un milió en 2023. El recinte emmurallat té una forma triangular. A l'exterior limita amb la plaça Roja, amb la catedral de Sant Basili a l'est, el riu Moskvà al sud, i el jardí d'Alexandre a l'oest.
Aquesta prestigiosa construcció és el kremlin més cèlebre, mot adaptat del rus кремль (kreml), que designa una fortalesa urbana, i sovint també s'utilitza per metonímia, per referir-se al govern de la Federació Russa, de manera similar com succeeix amb la Casa Blanca per al govern dels Estats Units. Anteriorment, es referia al govern de la Unió Soviètica (1922–1991) i als seus membres més alts (com ara secretaris generals, primers ministres, presidents, ministres i comissaris). El mot «kremlinologia» es refereix a l'estudi de la política soviètica i russa.
Una part del Kremlin està obert al públic. Es poden veure l'Cambra de l'Armeria, el Tsar Puixka, la Tsar Kólokol, peces d'artilleria i l'exposició d'escultures i talles de fusta russes.

## Història
El lloc va ser habitat contínuament per pobles finnics (sobretot els merians) des del segle ii aC. Els eslaus orientals van ocupar la part sud-oest del turó Borovitski ja al segle xi, com ho demostra un segell metropolità de la dècada de 1090 que hi va ser descobert pels arqueòlegs soviètics. Els Viatitxi van construir una fortificació («grad»o burg) al turó on el riu Neglinnaia desembocava al riu Moskva.
En els segles xi i xii era una població eslava, amb una petita ciutadella, l'estatge fortificat del boiar de la localitat de Kutxka. Antigament, la paraula kreml es feia servir per denominar la part emmurallada del centre d'una ciutat. El 1147 es va fer esment de Moscou per primera vegada i el 1156 s'hi va excavar un fossat i es va erigir una muralla de terra. Cap al final del segle xii s'hi va construir un fort emmurallat al voltant de la colònia de mercaders i artesans que es congregaven a Moscou com en un refugi. En aquell temps, tot l'assentament de Moscou ocupava una tercera part de l'àrea de l'actual Kremlin. El 1238 la ciutat es va oposar a les invasions mongoles de Rússia i al segle xiii, mentre el país es recuperava de la devastació feta pels tàtars i els mongols, Moscou guanyava prominència, i el Kremlin va ser reconstruït en roure el 1339.

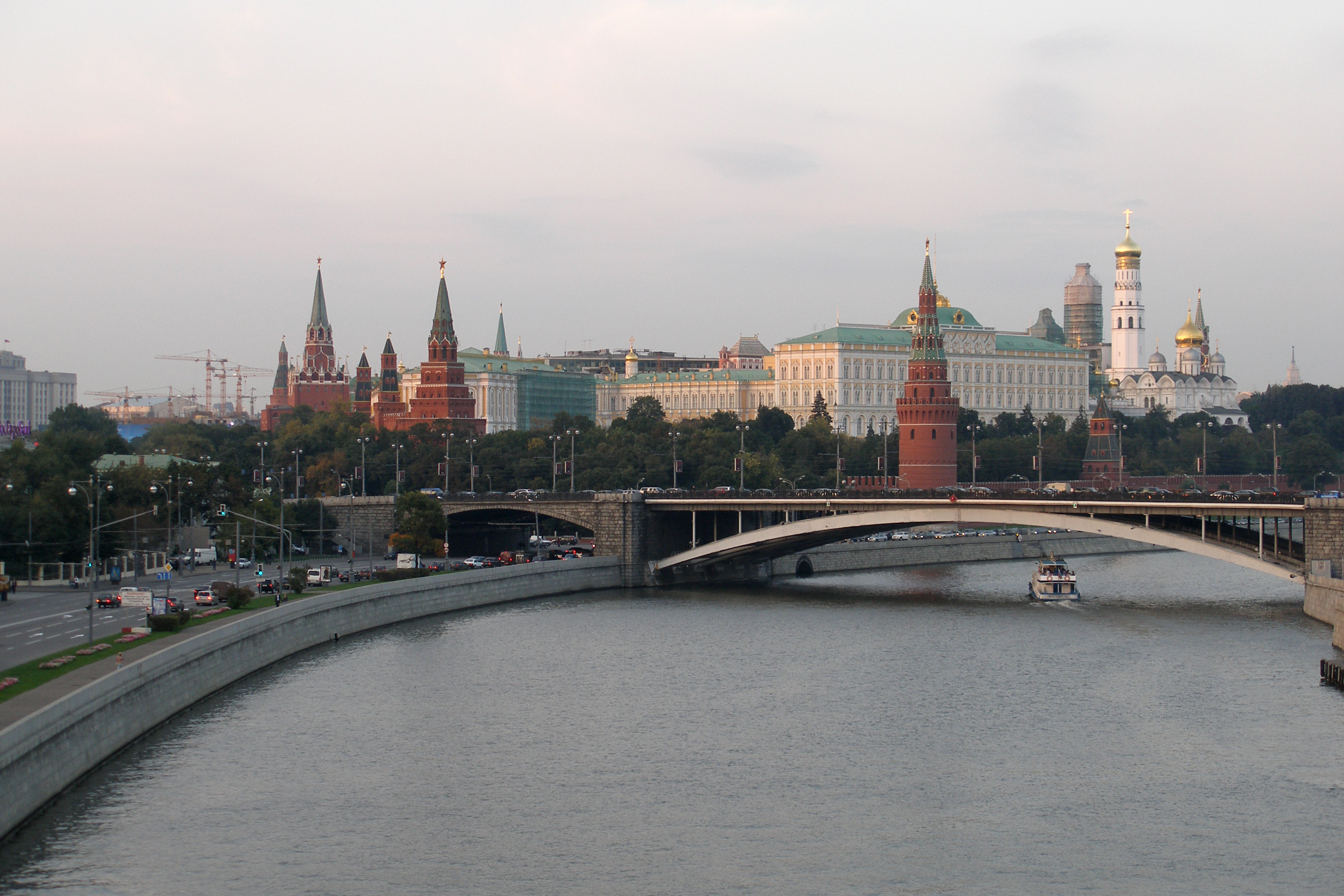
Vista aèria del Kremlin

A principi del segle xiv Moscou esdevé capital del principat. Al Kremlin es construeix una fortalesa de pedra blanca i passa per un període de reconstruccions radicals:
- S'erigeix una nova i sòlida muralla al voltant de la fortalesa d'un perímetre de més de 1.600 metres i es excava una fossa cap a l'est, enfront del pla (1339–1340).
- El Kremlin va esdevenir la residència del príncep i la família reial de Moscou.
- Es van construir les catedrals de pedra blanca a la part sud del turó del Kremlin: la catedral de l'Assumpció (1326), l'església del nostre Salvador (1330), la catedral de Sant Miquel (1333), i al centre del Kremlin va ser aixecada una talaia, coneguda com la torre del campanar de Sant Ivan (1329).

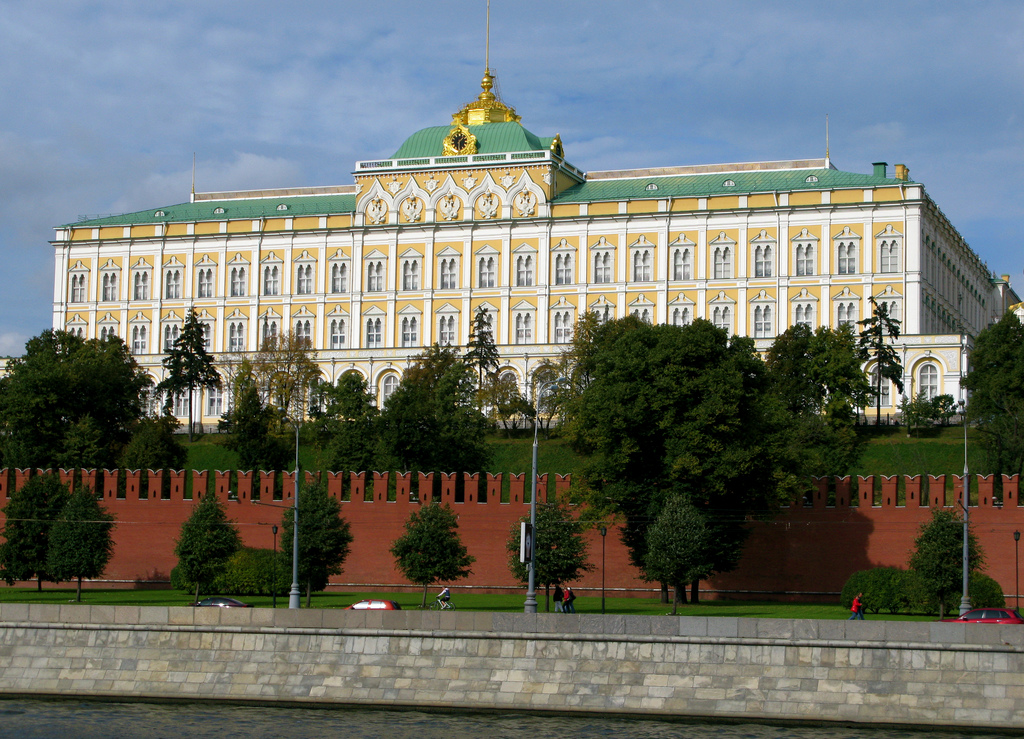
Gran Palau del Kremlin.

Del 1344 a 1346 es van decorar totes les esglésies amb frescos i icones. Sota les ordres del príncep Dmitri Donskoi, després d'un incendi a Moscou el 1365 es va aixecar la gegantina fortalesa de pedra blanca amb nou torres en substitució de la muralla de fusta. La construcció es va acabar en dos anys. Cap a final del segle xv el Kremlin va esdevenir el centre de la cultura russa. El principat es va convertir en l'estat de Moscòvia. Els dos-cents anys de lluita per unificar Rússia van culminar amb el naixement de l'estat centralitzat més gran d'Europa. Durant els segles xv i segle xvii s'hi van construir els monuments arquitectònics que s'han conservat fins als nostres dies. La construcció va transformar el Kremlin, donant-li una imatge singular:
- 2,25 quilòmetres de muralla emmerletada i dinou grans torres, envoltats per un fossat i pel riu Neglínnaia, el nivell d'aigua va ser elevat per mitjà de dics (1485–1495).
- La catedral de l'Assumpció (1475–1479), construïda per Aristòtil Fioravanti, va esdevenir la catedral central de l'estat rus.
- L'església de la Deposició del Mantell de la Verge (Commemoració de la festa de la Imposició)
- La catedral de l'Anunciació (1485–1489).
- La catedral de l'Arcàngel Miquel (1505–1508) construïda per Alevíz Novy.
- El cementiri dels prínceps i tsars de Moscou, etc.

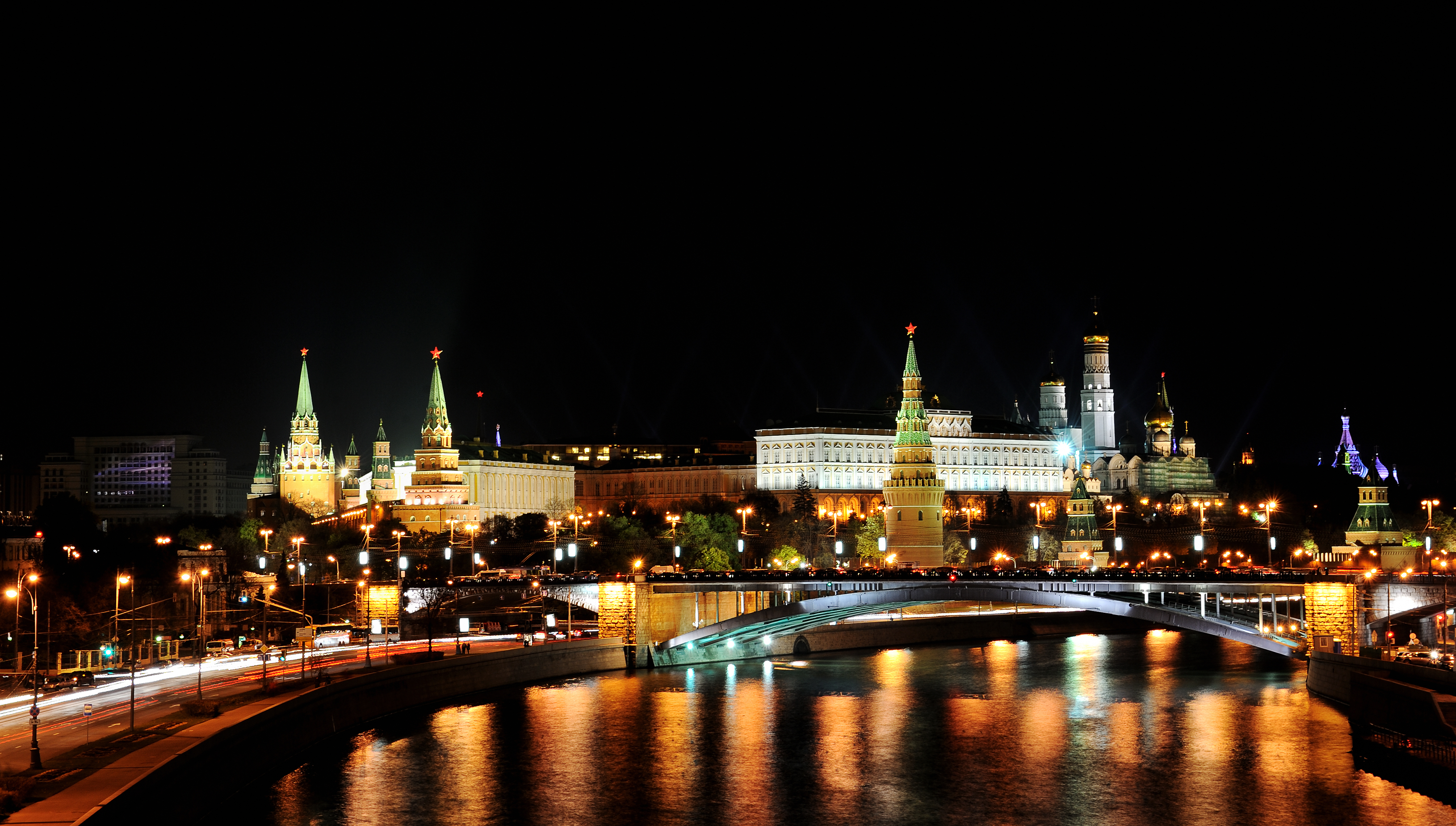
Vista nocturna del Kremlin.

Al segle xvii els vells edificis del Kremlin són modificats i sotmesos a una reparació general. Durant les diverses invasions a Rússia (1605–1618), debilitada pel Període Tumultuós, les tropes de la Mancomunitat de Polònia-Lituània van prendre Moscou i el Kremlin el 27 de setembre de 1610 al 4 de novembre de 1612, fins que van ser expulsats per l'alçament patriòtic de Rússia. Del 1635 a 1656 són construïdes les Cambres del Patriarca i la petita Església dels Dotze Apòstols. L'incendi de 1710 va destruir tots els edificis de fusta de la part del nord-oest del Kremlin.
El 1713, Moscou cedeix el lloc a la nova capital, Sant Petersburg, i el Kremlin esdevé residència temporal de la cort tsarista. Del 1776 a 1788 s'hi va erigir el palau del Senat. El 1812, les forces de Napoleó van ocupar el Kremlin. Entre 1815 i 1835 s'executen obres de restauració amb els millors arquitectes de l'època: O. Bové, K. Rossi i D. Gilardi. Del 1838 al 1850 es va construir el Gran Palau del Kremlin i del 1844 a 1851 es va erigir al cim del Kremlin l'Armeria.
Després de la Gran Revolució d'octubre de 1917, Moscou va tornar a ser la capital. Al març de 1918 el govern soviètic es va traslladar des de Petrograd a Moscou i van ocupar el Kremlin que va ser tancat als visitants. Els monestirs antics (Txúdov i d'Ascensió) van ser demolits i substituïts per un edifici del govern (1932-1934). El 1935 l'àguila bicèfala —símbol de l'era imperial— va ser retirada de les torres i van ser substituïdes el 1937 per estrelles de robins (dimensió: 3–3,75 metres).
Durant la Segona Guerra Mundial, per tal de confondre els pilots alemanys, les torres van ser repintades amb diferents colors i cobertes amb fusta. Cada terrat es va pintar de color marró per tal de fer-los indistingibles dels típics sostres de la ciutat. Els terrenys, pavimentats amb llambordes, es van cobrir amb sorra. Als jardins s'hi van instal·lar estructures de fusta que donaven l'aspecte d'edificis humils, i les façanes del kremlin es van tapar amb pintura. Del 1946 a 1958 es van restaurar les catedrals, palaus i altres monuments arquitectònics del Kremlin. El 1961 es va construir el Palau de Congressos.
Des del 1955 el Kremlin està obert al públic i el 1990 va ser inclòs en la llista de Patrimoni Mundial de la UNESCO.
El 1991 va ser fundat el Museu Estatal d'Història i Cultura del Kremlin. Consta de l'Armeria, Catedral de l'Assumpció, Catedral de l'Arcàngel Miquel, Catedral de l'Anunciació, Museu d'Arts Aplicades i Ús Corrent de Rússia del segle xvii, conjunt del Campanar d'Ivan el Gran i altres monuments arquitectònics.
Al conjunt hi ha tres edificis que serveixen de residències oficials del president de la Federació Russa: el Palau del Senat, el Gran Palau del Kremlin i l'Escola Militar o edifici número 14.

## Arquitectura del Kremlin
Les muralles i torres del Kremlin van ser construïdes per mestres italians entre 1485 i 1495. El triangle irregular de la muralla del Kremlin tanca una àrea de 275.000 metres quadrats. Té una longitud total de 2.235 metres, però l'alçada oscil·la entre 5 i 19 metres, segons el terreny. El gruix de la paret és d'entre 3,5 i 6,5 metres.
Originàriament hi havia divuit torres, però el seu nombre va augmentar a vint al segle xvii. Totes les torres menys tres són de planta quadrada. La torre més alta és la Troitskaia, acabada el 1495 amb una alçada de 80 metres. La majoria de les torres eren originalment coronades amb tendes de fusta. Les tendes de campanya de maó existents amb tires de rajoles de colors daten de la dècada de 1680.
- Catedral de l'Assumpció (Uspenski)

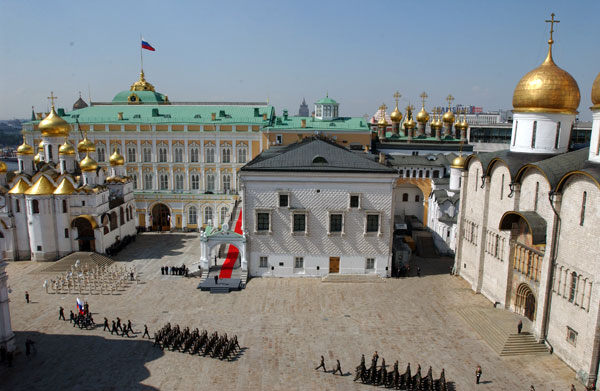
Plaça de la catedral. S'hi poden veure les catedrals de l'Assumpció i l'Anunciació, i el Palau de les Facetes.

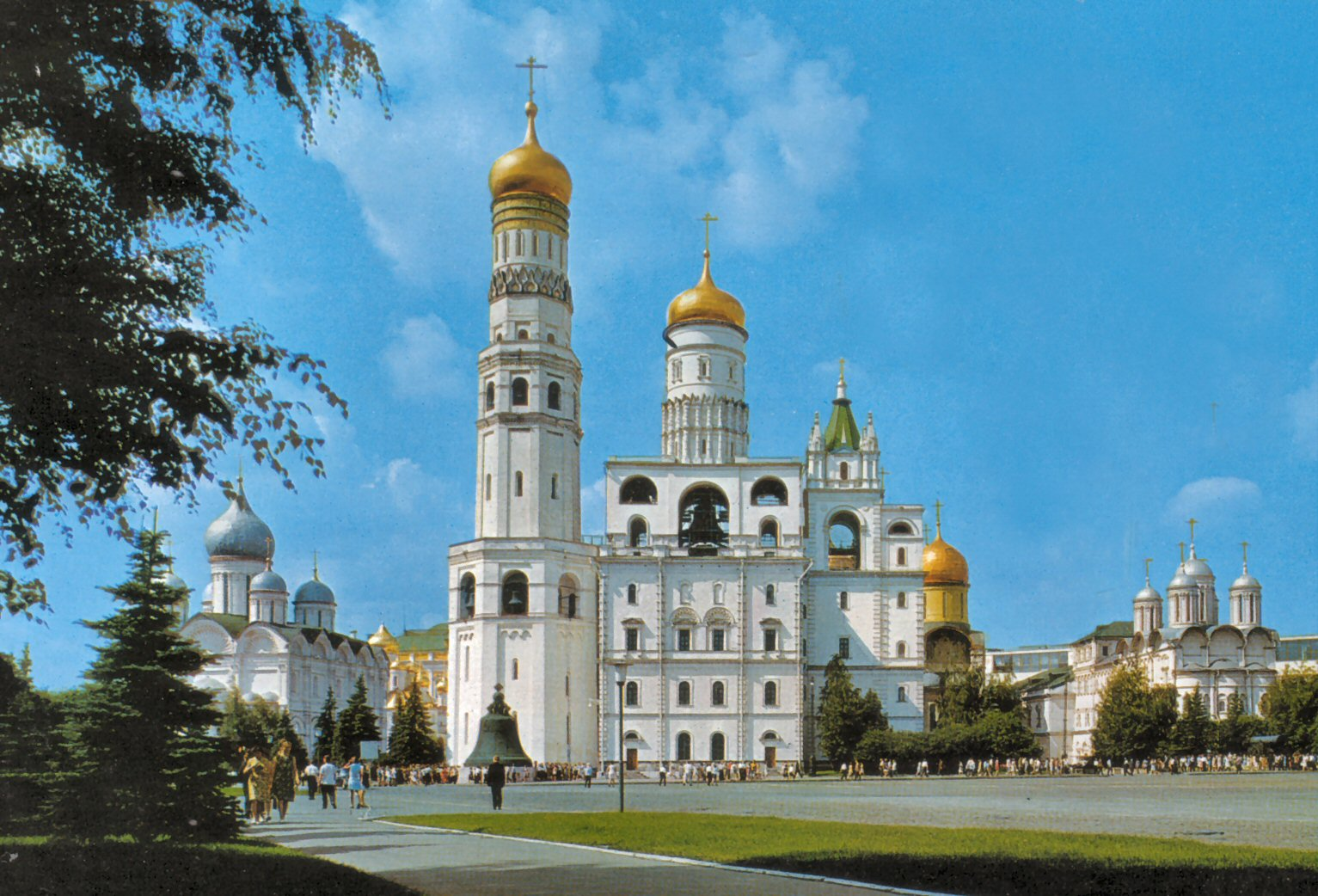
Campanar d'Ivan el Gran.

- Catedral de l'Arcàngel Miquel (Arkhànguelski)
- Catedral de l'Anunciació (Blagovésxenski)
- Església dels Dotze Apòstols
- Cambres del Patriarca
- Campanar d'Ivan el Gran
- Església de la Deposició del Mantell de la Verge

La plaça de les Catedrals és el cor del Kremlin. Està envoltada de sis edificis, incloses tres catedrals:
- La catedral de la Dormició va ser finalitzada el 1479 i és la principal catedral de Moscou, a més de ser el lloc on tots els tsars van ser coronats. La gran façana feta de pedra calcària, coronada per cinc cúpules daurades, va ser dissenyada per Aristòtil Fioravanti. Diversos metropolitans i patriarques importants hi són enterrats, entre ells Pere i Macari.
- El 1489, només un any després, va ser construïda la Catedral de l'Anunciació, coronada per tres cúpules daurades, però un segle més tard seria remodelada, i s'hi van afegir sis cúpules més per fer un total de nou.
- Al sud-est de la plaça hi ha la tercera catedral, la de l'Arcàngel Miquel (1508), on tots els monarques moscovites des d'Ivan Kalita fins a Ivan V són enterrats.

Hi ha, a més, dues esglésies pertanyents als patriarques metropolitans de Moscou:
- La catedral dels Dotze Apòstols (1653–1656)
- L'església de la Deposició del Mantell, construïda per artesans de Pskov entre els anys 1484–1488 i adornada amb frescos i icones entre 1627 i 1644.

L'altra gran estructura és el campanar d'Ivan el Gran, a la cantonada nord-est de la plaça, el qual marca el centre exacte de Moscou i té una flama eterna. Finalitzat el 1600, té una alçada de 81 metres. Fins a la Revolució Russa, era l'estructura més alta de la ciutat, perquè era prohibit construir edificis amb una alçada superior a la del campanar. Compta amb 21 campanes disposades per sonar l'alarma en cas d'un atac enemic.
L'estructura no religiosa més antiga del Kremlin és el Palau de les Facetes (1491), el qual conté els trons imperials russos. Va ser ordenat construir per Ivan III, el Gran. El següent per ordre d'antiguitat és el que va ser la primera llar de la família imperial russa, el Palau dels Terems. Va ser construït en època d'Ivan III, però la majoria d'aquest data de reformes del segle xvii. El Palau dels Terems i el Palau de les Facetes són connectats pel Gran Palau del Kremlin. Aquest va ser ordenat construir pel tsar Nicolau I el 1838. És l'estructura més grossa del Kremlin, la construcció va costar la suma d'onze milions de rubles i la renovació dels anys 1990 més d'un bilió de dòlars. Conté, a més de l'apartament privat del tsar, el pis inferior de l'església de la resurrecció de Llàtzer (1393), que és l'estructura conservada més antiga del Kremlin i de tot Moscou.
La cantonada nord-est de la plaça està ocupada per l'Arsenal, que va ser construït el 1701, en època de Pere el Gran.
La secció nord-oest compta amb l'Armeria del Kremlin. Construïda el 1851 a l'estil del neorenaixement, actualment és un museu.

### L'heliport
Per aturar els embussos de trànsit, el dictador rus Vladímir Putin va fer construir-hi un heliport que es va completar el maig de 2013. El president s'hi desplaça amb un helicòpter Mil Mi-8. S'ha cercat un lloc que no meti malbé el conjunt monumental.

## Edificis administratius i els museus del Kremlin
- Palau del Senat
- Arsenal del Kremlin
- Armeria del Kremlin
- Gran Palau del Kremlin
- Palau de les Facetes
- Palau dels Terems
- Palau Poteixni
- Palau Estatal del Kremlin

Monuments
- Tsar Puixka (Rei dels canons)
- Tsar Kólokol (Rei de les campanes)

## Galeria

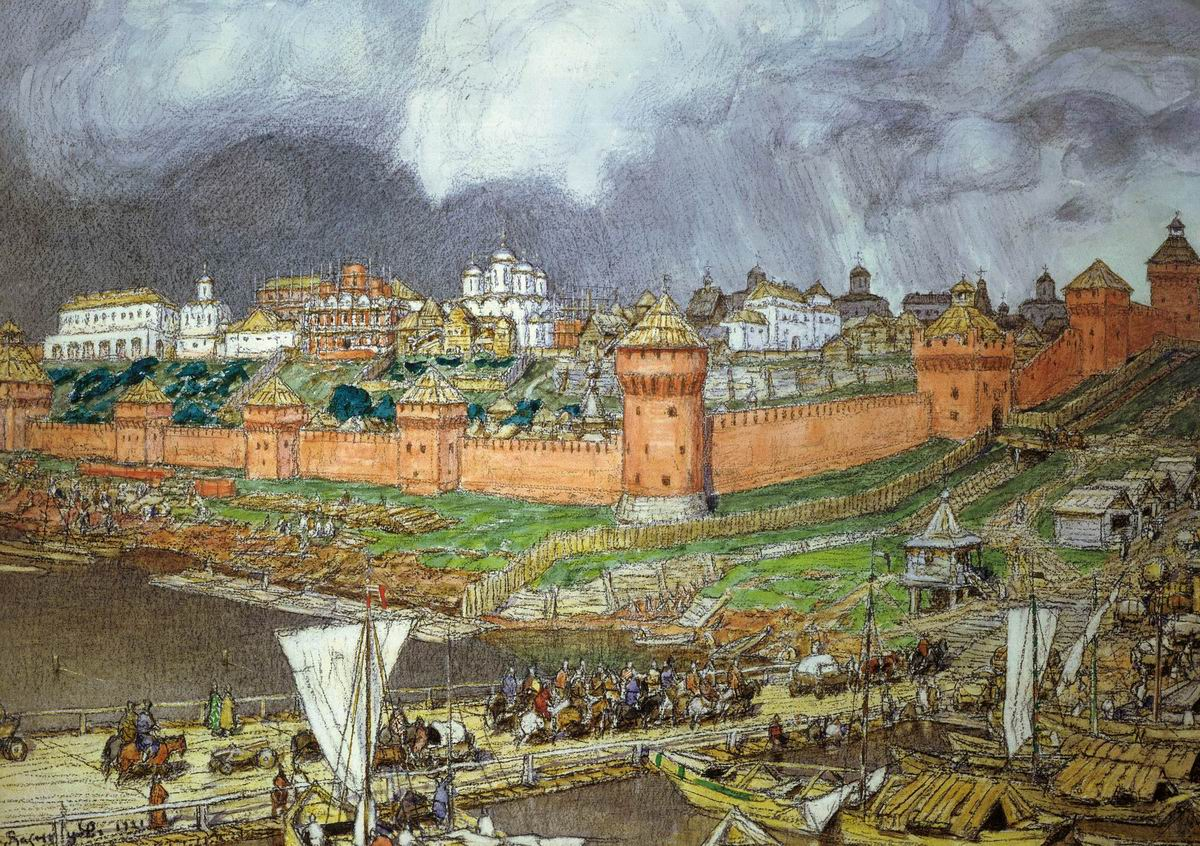
El Kremlin en temps d'Ivan III (A. Vasnetsov)
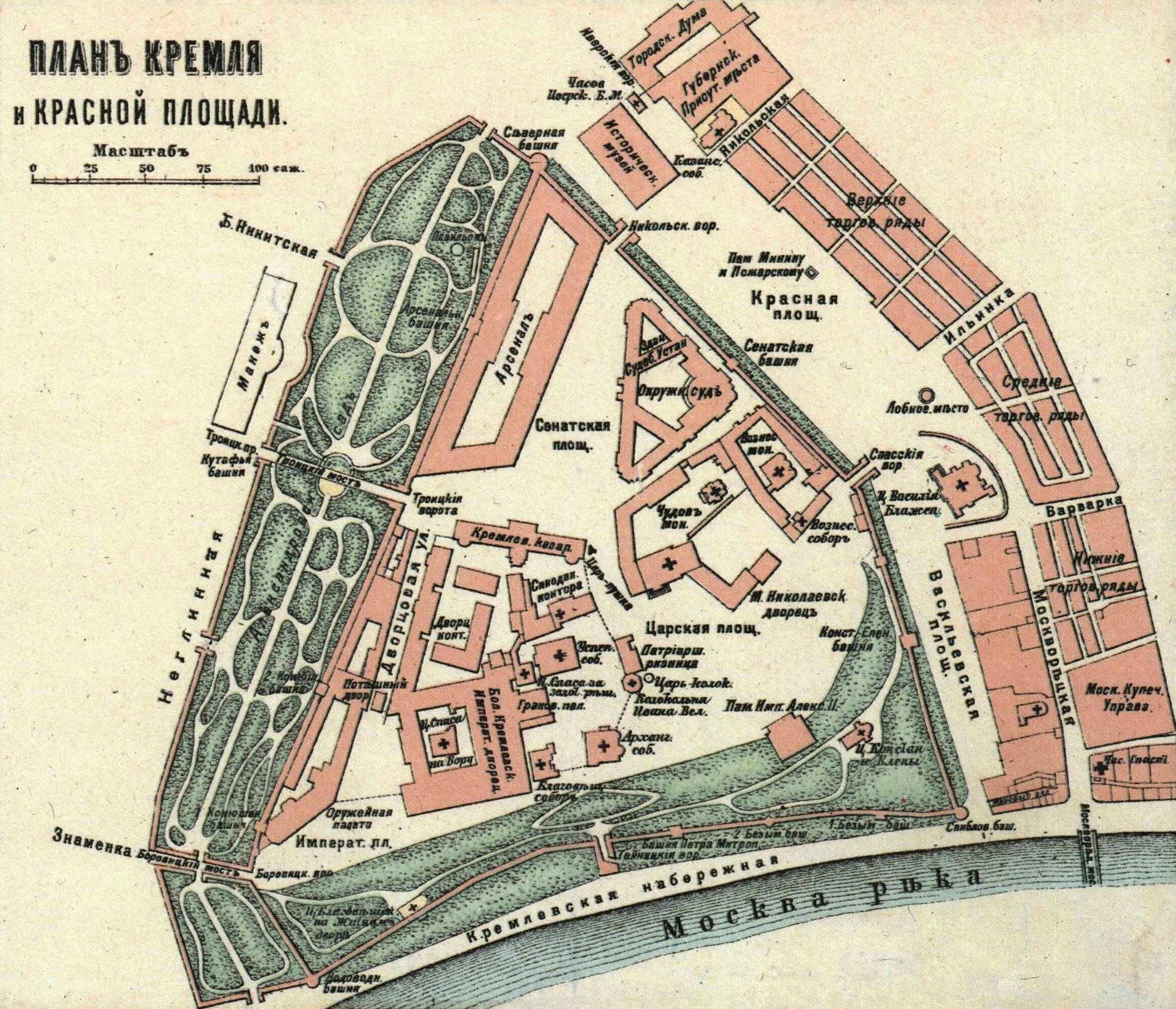
Plànol del Kremlin el 1917
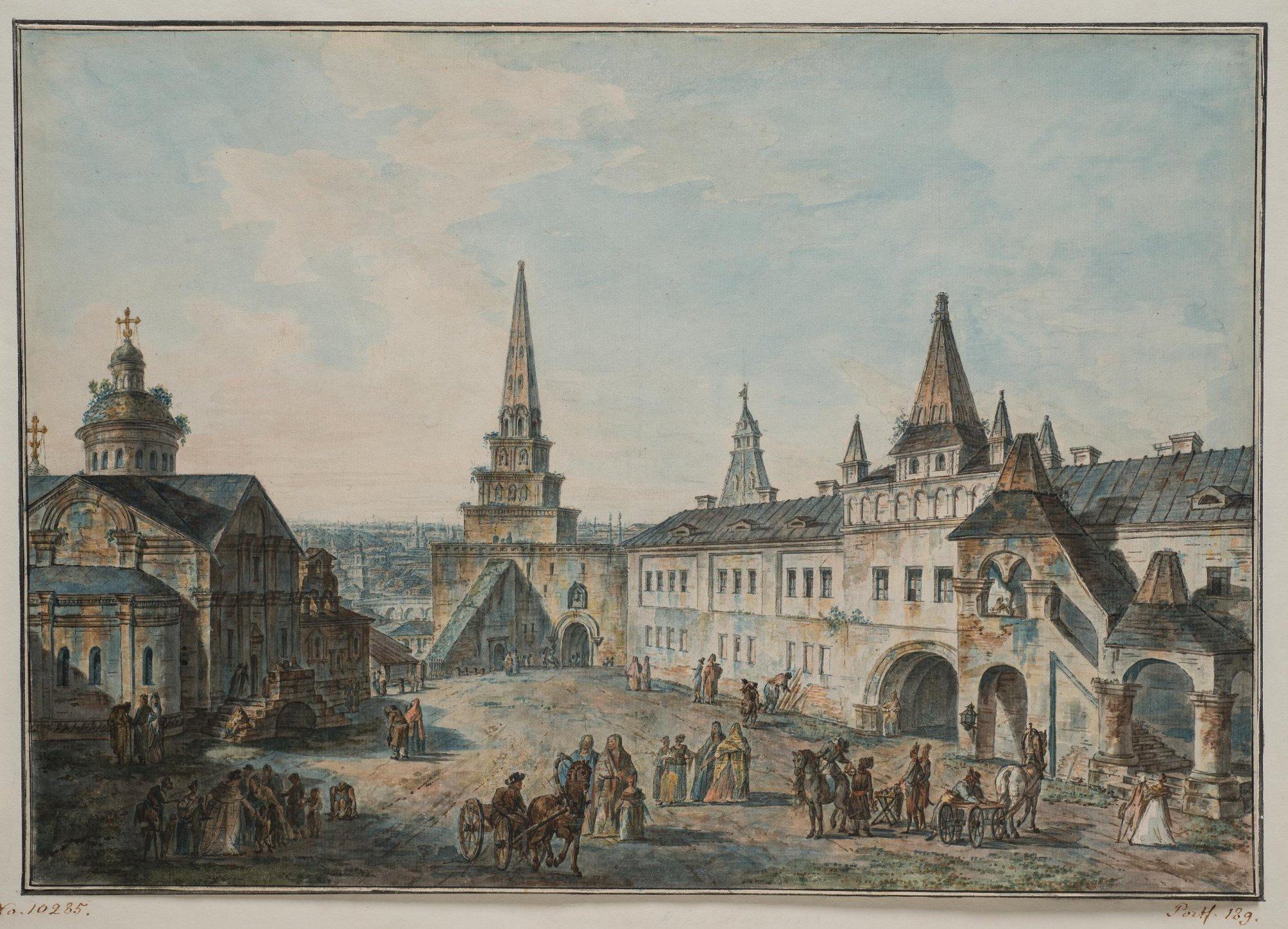
No va sobreviure l'edifici al Kremlin: l'Església de Sant Joan Baptista. La figura. VF Alexeev, 1800
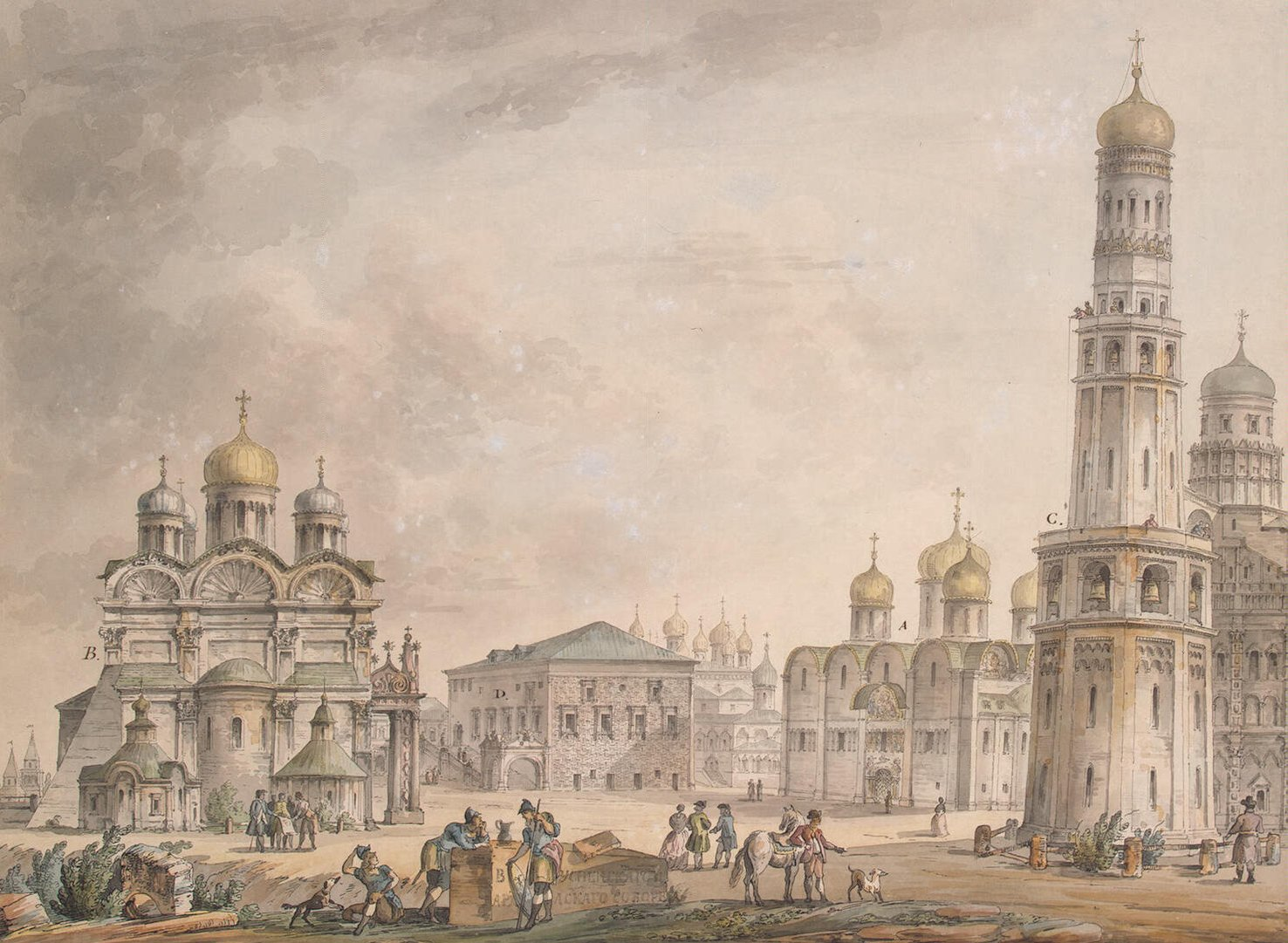
Vista de la plaça de la catedral del Kremlin de Moscou. 1797. Museu de l'Hermitage
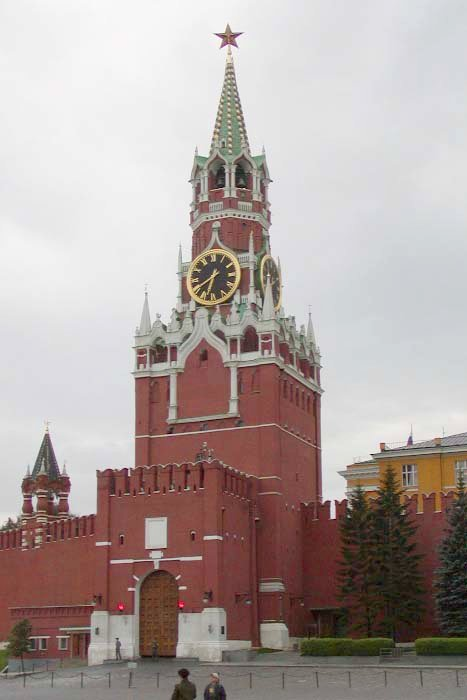
Torre Salvador
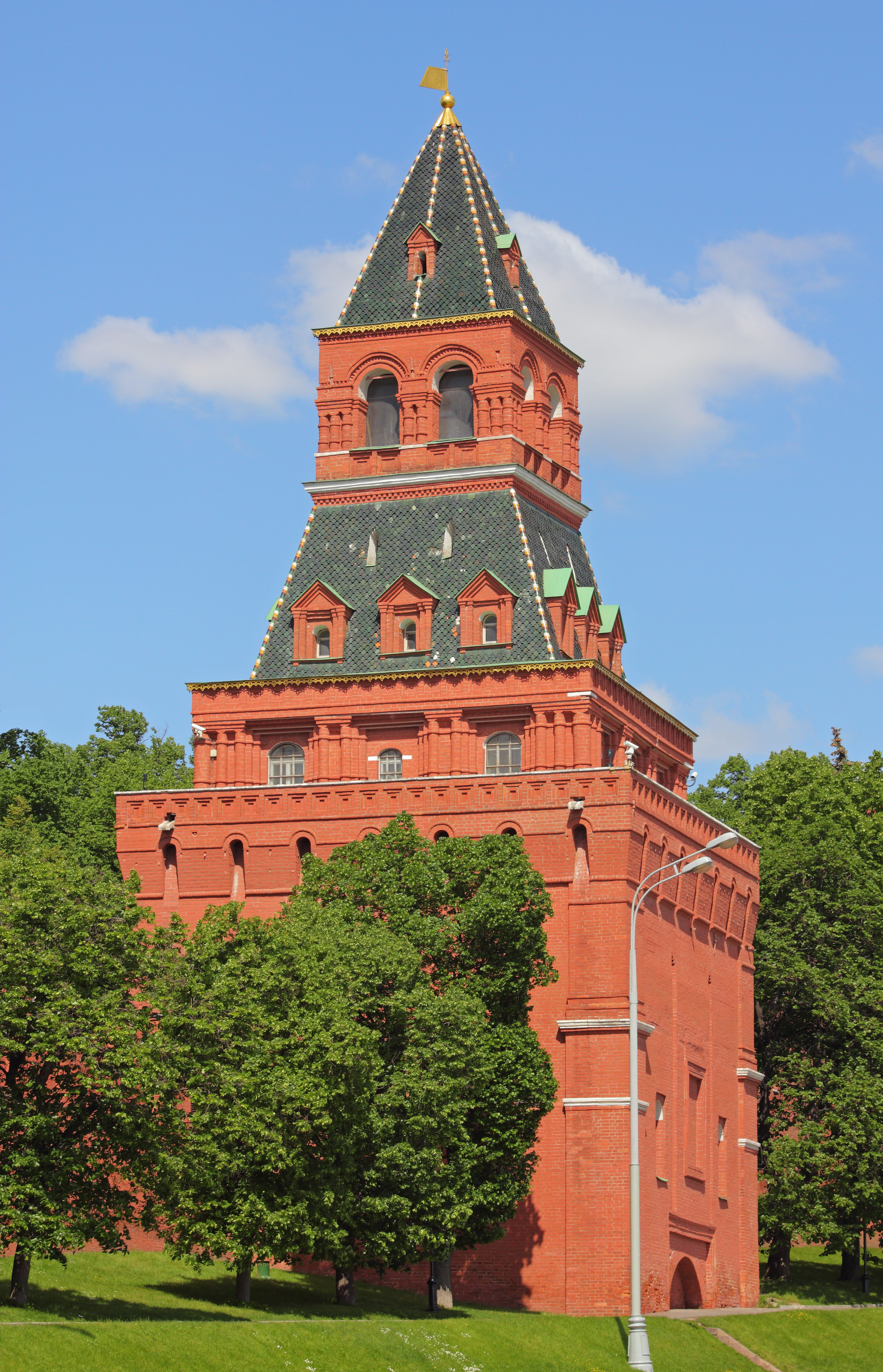
Torre de Constantí i Helena.